# Бигон, Альберто
Альберто Бигон (итал. Alberto Bigon; род. 31 октября 1947, Падуя, Венеция) — итальянский футболист и тренер.

## Карьера
Большую часть своей карьеры Бигон провёл в «Милане», где долгое время считался одним из лидеров команды. Некоторое время хавбек был капитаном «россонери». Именно с «Миланом» Бигон в 1972 году выигрывал Кубок обладателей кубков. После ухода из клуба, футболист выступал за другой ведущий клуб страны — «Лацио». Завершил свою карьеру полузащитник в «Виченце».
Вскоре Альберто Бигон начал свою тренерскую деятельность. Свою серьёзную самостоятельную работу наставника он начал в «Реджине». В 1989 году молодой специалист возглавил «Наполи», где блистал Диего Марадона. Специалист не побоялся обновить состав. Был приобретён юный Джанфранко Дзола, составивший отличный дуэт аргентинцу. Руководимый Бигоном клуб сразу же стал чемпионом страны, на два очка опередив «Милан». Но уже в следующем сезоне, после ухода Марадоны, «Наполи» резко сдал свои позиции и наставник покинул свой пост. В других итальянских командах ему не удалось достичь высоких результатов. Зато в 1997 году тренер сделал «золотой дубль» со швейцарским «Сьоном».
В ноябре 1999 года Альберто Бигон был назначен на пост главного тренера греческого «Олимпиакоса». Ему удалось вывести команду на первое место, но в апреле 2000 года, несмотря на лидерство в таблице, итальянец был отправлен в отставку и национальный титул клуб завоевал уже без него. Последним клубом специалиста стал словенский «Интерблок». В августе 2008 году Бигон вместе с ним победил в Суперкубке страны. Однако уже через месяц он был вынужден покинуть свою должность из-за проблем со здоровьем.

## Достижения

### Футболиста
- Победитель Кубка обладателей кубков: 1972/73
- Чемпионат Италии (1): 1978/79
- Обладатель Кубка Италии (3): 1971/72, 1972/73, 1976/77

### Тренера
- Чемпионат Италии: 1989/90
- Обладатель Суперкубка Италии: 1990
- Чемпион Швейцарии: 1996/97
- Обладатель Кубка Швейцарии: 1996/97
- Обладатель Суперкубка Словении: 2008